# تاریخ قرقیزستان

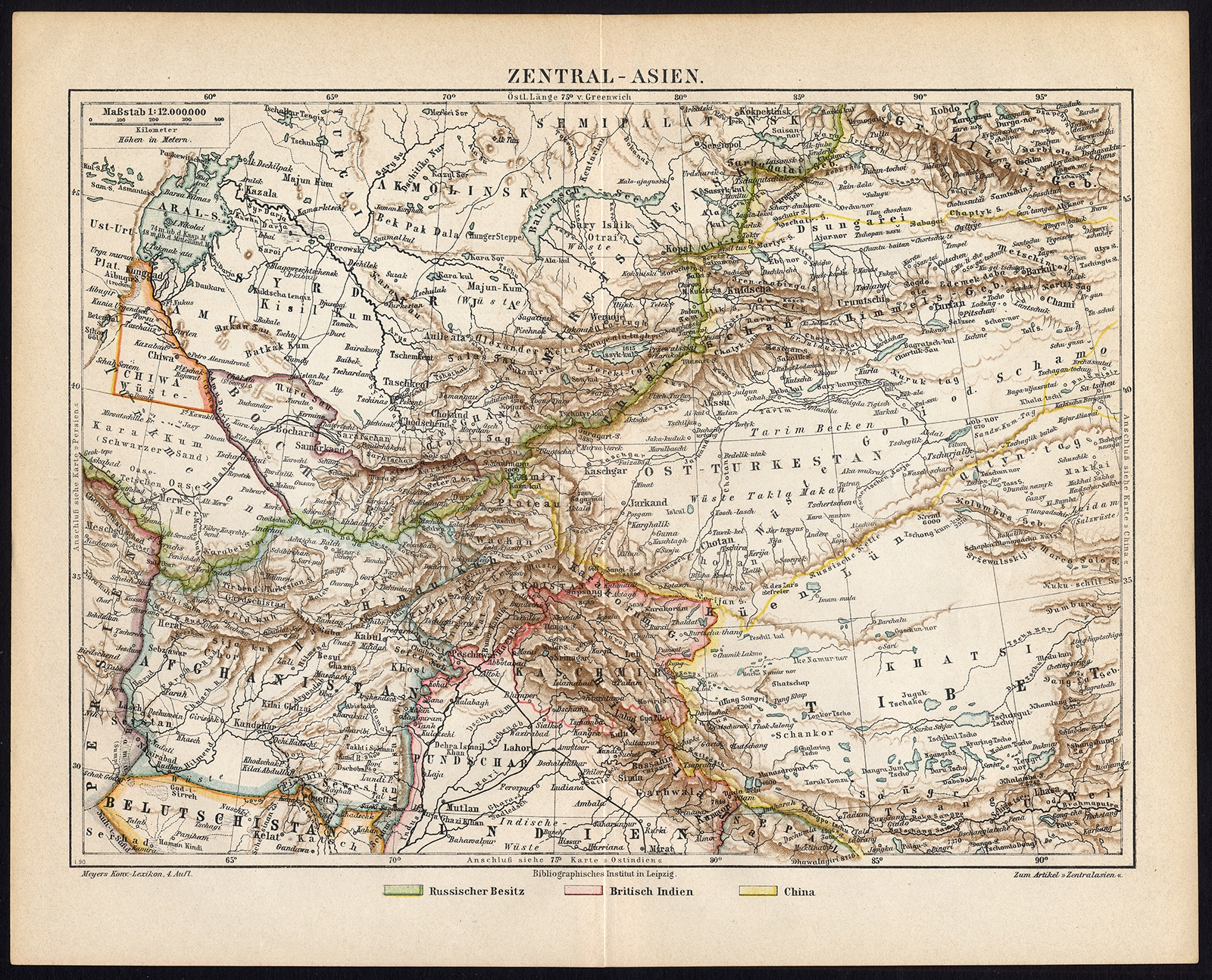
نقشه تاریخی آسیای میانه که قرقیزستان را نشان می‌دهد (نقشه حدود ۱۸۸۵–۱۸۹۰)

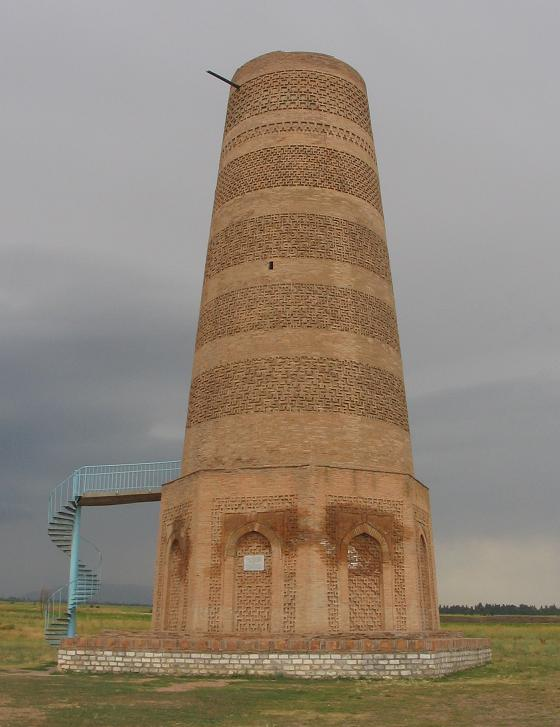
برج بورانه در بلاساغون (قرن 11th).

تاریخچه مردم قرقیز و سرزمینی که اکنون به آن قرقیزستان گفته می‌شود، به بیش از ۲۰۰۰ سال پیش بر می‌گردد. گرچه از نظر جغرافیایی به دلیل موقعیت کوهستانی خود از سایر کشورهای منطقه جدا شده‌است، اما به عنوان بخشی از مسیر تاریخی تجارت جاده ابریشم نقش مهمی داشته‌است. در بین دوره‌های خودگردان، قبل از فتح شدن به دست مغول‌ها در قرن سیزدهم توسط گوک‌ترک‌ها، خاقانات اویغور و خیتان اداره می‌شد. پس از آن استقلالی دوباره به دست آورد اما مورد حمله قالموق‌ها، منچو و ازبک‌ها قرار گرفت.
در اوایل سدهٔ ۱۹ میلادی، قرقیزستان تحت حکومت خانات خوقند درآمد. در سال ۱۸۷۶ قرقیزستان به امپراتوری روسیه ضمیمه شد که باعث برخی از تنش‌ها و شورش‌ها شد. در طول تسلط روسیه بسیاری از قرقیزها به چین و افغانستان مهاجرت کردند.
در سال ۱۸۷۶ بخشی ازامپراتوری روسیه شد و در اتحاد جماهیر شوروی بعنوان جمهوری سوسیالیستی قرقیز شوروی پس از انقلاب روسیه در اتحاد جماهیر شوروی باقی ماند. در دوران تسلط شوروی، قرقیزستان از نظر اقتصادی و اجتماعی توسعه یافت. در ۱۹۲۴ الفبای جدید عربی به رسمیت شناخته شد که بعدها در سال ۱۹۲۸ به لاتین و در ۱۹۴۱ به سیرلیک تغییر یافت.
به دنبال اصلاحات دموکراتیک میخائیل گورباچف در اتحاد جماهیر شوروی، در سال ۱۹۹۰ نامزد طرفدار استقلال عسکر آقایف به عنوان رئیس‌جمهور اتحاد جماهیر انتخاب شد. در ۳۱ اوت ۱۹۹۱، قرقیزستان استقلال خود را از مسکو اعلام کرد و متعاقباً یک دولت دموکراتیک تأسیس شد.

## ریشه‌شناسی
سکاها که قومی ایرانی‌تبار بودند ساکنان نخستین منطقه کنونی قرقیزستان را تشکیل می‌دادند.
ریشه‌های فرهنگی قرقیزها را در بخش‌های بالایی رود ینی‌سئی در کوهستان آلتای پیدا کرده‌اند. بنظر می‌رسد آنان در قرن دهم میلادی از آلتای، به جایی که اکنون قرقیزستان نام دارد، مهاجرت کرده‌اند و در آنجا ساکن شده‌اند. ترکان سلجوقی و مغول‌ها تأثیر زیادی بر فرهنگ این منطقه گذاشته‌اند. قرقیزها اسلام و تیراندازی را از ترکان سلجوقی و اسب‌سواری ماهرانه را از سواران ترک‌نژاد آسیای میانه یادگرفتند. هنوز هم سوارکاران چابکی در این کشور یافت می‌شود.

## تاریخ اولیه
لوازم سنگی که در کوه‌های تین شان یافت می‌شود، حاکی از حضور جامعه بشری در قرقیزستان است که در حدود ۲۰۰۰۰۰ تا ۳۰۰٬۰۰۰ سال پیش وجود دارد. اولین اسناد مکتوب یک تمدن در منطقه اشغال شده توسط قرقیزستان در اسناد تاریخی چینی ظاهر می‌شود که از حدود ۲۰۰۰ سال قبل از میلاد مسیح شروع می‌شود.

## اوایل قرون وسطی

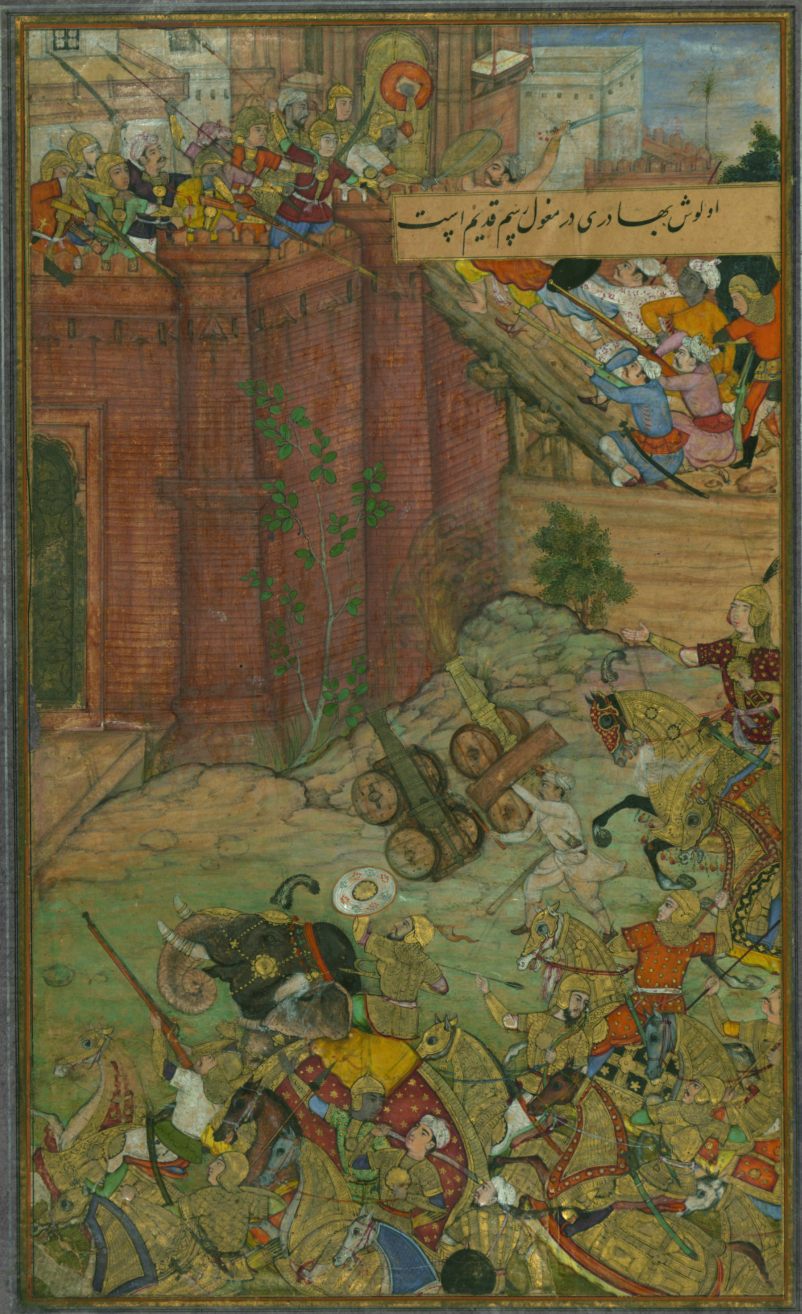
محاصره و نبرد اسفارا. بابور و ارتش او به قلعه ایبراهام سوری حمله می‌کنند (در نقاشی حدود ۹۰–۹۰)

اولین ترکها به شکل یک دولت در قلمرو آسیای مرکزی (از جمله قرقیزستان) گوک‌ترک‌ها یا کوک-ترک بودند. گوتکرها در منابع چینی قرون وسطایی به عنوان Tujue (ú tú jué) شناخته می‌شوند، تحت رهبری بومین / تومان خان / خاقان (د. ۵۵۲) و پسران وی اولین ایالت شناخته شده ترک را در حدود سال ۵۵۲ در منطقه عمومی قلمرو که قبلاً توسط اشغال ژیانگنو اشغال شده بود تأسیس کردند و به سرعت گسترش یافتند تا بر سرزمین‌های وسیع در آسیای میانه حکومت کنند.
اولین پادشاهی که از خاتمه گوک‌ترک‌ها پدیدار شد، امپراتوری بودایی اویغور بود که در سالهای ۷۴۰ تا ۸۴۰ قبل از میلاد در قلمرو شامل اکثر آسیای مرکزی شکوفا شد.
پس از امپراتوری اویغور شاخه ای از اویغورها به شهرک واحه حوضه تاریم و گانسو، مانند قره‌خواجه (Karakhoja) و هامیشهر (Kumul) مهاجرت کردند و یک کنفدراسیون غیر متمرکز بودایی راه اندازی کردند. حوضه غربی طارم، دره فرغانه، جونغارستان و بخش‌هایی از قزاقستان مدرن را که در مرز مسلمانان تورکو-تاجیکی خوارزم است، اشغال کردند، پیش تر از قرن ۱۰ به اسلام گرویدند و یک اتحادیه را ایجاد کردند. با مؤسسات مسلمان به نام کارا-خانلیک، که سلسله‌های اصلی آنان توسط اکثر مورخین به نام کاراخانید خوانده می‌شوند. پایتخت آن، بلاساغون به عنوان یک مرکز فرهنگی و اقتصادی رونق گرفت.
طایفه ولیعهد کارلوک اسلامی، بالاساگونلو اشنالینار (یا آل افراسیاب) پس از آنکه استقلال سیاسی و پایداری خود بر فراز آسیای میانه در قرن ۹–۱۰ تأمین شد، به سمت منطقه فرهنگی اسلامی ایران جابه‌جا شدند.
با فزونی تر شدن پارسی سازی، در مراکز هندو ایرانی مانند کاشغر اقامت گزیدند و از سنت‌های عشایری خلخ جدا شدند که بسیاری از آنها عناصر فرهنگی خاندان اویغور را حفظ کردند.

## سلطه مغول
حمله مغول به آسیای مرکزی در قرن سیزدهم قلمرو قرقیزستان را ویران کرد و استقلال و زبان مکتوب آنها را از بین برد. پسر چنگیز خان، ژوچ، قبایل قرقیز منطقه ینیزی را فتح کرد، که تا این زمان ناامید شده بودند. در همین زمان، منطقه قرقیزستان امروزی پیوند مهمی در جاده ابریشم بود، همان‌طور که گواه آن چندین سنگ قبر نستوریان است. برای ۲۰۰ سال آینده، قرقیزها تحت اردوی زرین، خانات جغتای و اویرات‌ها و همچنین جونغارها بودند.

## دوران جدید
بر پایه آخرین سرشماری شوروی در سال ۱۹۸۹، قرقیزتباران تنها ۲۲ درصد از اهالی شهر فرونزه (شهر بیشکک امروزی) را تشکیل می‌دادند و بیش از ۶۰ درصد اهالی آن شهر از روس‌ها، اوکراینی‌ها و دیگر مردم اسلاوتبار تشکیل شده‌بود.
پس از فروپاشی اتحاد جماهیر شوروی، در سال ۱۹۹۱، قرقیزستان به استقلال دست یافت.
در دوره‌هایی تنش قومی میان قرقیزها و ازبک‌ها در جلال‌آباد در جنوب قرقیزستان وجود داشته‌است.
انقلاب در آوریل ۲۰۱۲ به سرنگونی حکومت قربان‌بیگ باقی‌یف، رئیس‌جمهور پیشین قرقیزستان انجامید و به تنظیم یک قانون اساسی جدید و برقراری یک دولت انتقالی منجر شد. در نوامبر ۲۰۱۱ در این کشور انتخابات ریاست‌جمهوری برگزار شد.

### انقلاب گل لاله
انقلابی بود که در سال ۲۰۰۵ روی داد و به برکناری (اسمی:استعفای) عسکر آقایف، رئیس‌جمهور قرقیزستان منجر شد. این انقلاب پس از انتخابات مجلس قرقیزستان در ۱۳ مارس ۲۰۰۵ شروع شد. انقلابیون به فساد و اقتدارگرایی آقایف، خانواده‌اش و حامیانش اعتراض داشتند. آقایف به قزاقستان و سپس به روسیه گریخت. در ۴ آوریل ۲۰۰۵، در سفارتخانه قرقیزستان در مسکو، آقایف استعفای خودش را در محضر نماینده مجلس قرقیزستان امضا کرد. استعفا در ۱۱ آوریل ۲۰۰۵ توسط مجلس موقت قرقیزستان تأیید شد.

### انقلاب ۲۰۱۰
مجموعه از حوادث و درگیری‌های خیابانی میان مخالفان و نیروهای دولتی است که از ۶ آوریل ۲۰۱۰ آغاز و در ۸ آوریل ۲۰۱۰ با تصرف نهادهای دولتی بدست مخالفان، به برکناری رئیس‌جمهور قربان بیگ باقی‌یف انجامید. در پی این انقلاب تنش قومی بین مردم قرقیز و ازبک‌ها در جنوب کشور افزایش یافت، و در ژوئن ۲۰۱۰ بالا گرفت. خشونت نهایتاً منجر به تحکیم یک نظام پارلمانی در قرقیزستان شد. در پی این تظاهرات رزا اوتونبایوا اعلام کرد که تا برگزاری انتخابات جدید به مدت ۶ ماه کشور را اداره خواهد کرد.
معترضان در روز ۶ آوریل موفق به تسخیر فرمانداری شهر تالاس شدند، در ۷ آوریل درگیری خونین میان پلیس و معترضان در بیشکک پایتخت این کشور به قتل دست‌کم ۷۴ معترض انجامید و رادیو و تلویزیون دولتی قرقیزستان، پارلمان، نیروی پلیس و فرودگاه به تصرف معترضان درآمد. همان شب با اعلام فرار رئیس‌جمهور قربان بیگ باقی‌یف از پایتخت، مخالفان تشکیل حکومت انتقالی را اعلام کردند. به‌گفتهٔ معترضان رئیس‌جمهور به اوش دومین شهر بزرگ کشور در جنوب گریخته و در حال سامان‌دهی هواداران خود است. وزارت دفاع قرقیزستان نیز اقامت رئیس‌جمهور در اوش را تأیید کرده‌است. تلویزیون قرقیزستان پس از آغاز پخش برنامه‌های خود خبر استعفای دانیار حسین اوف، نخست‌وزیر قرقیزستان، اعلام همبستگی نیروهای مسلح با مخالفان و تصرف مراکز عمدهٔ دولتی را اعلام کرد. خبرهای متناقضی هم در مورد مرگ یا جراحت شدید یا گروگان گرفتن وزیر کشور قرقیزستان از سوی معترضان منتشر شد.